# فرانک لوئیس
فرانک لوئیس (انگلیسی: Frank Lewis; ۶ دسامبر ۱۹۱۲ – ۱۶ اوت ۱۹۹۸) کشتی‌گیر اهل ایالات متحده آمریکا بود.